# Pałac w Ostrowiniu
Pałac w Ostrowiniu – zabytkowy pałac wybudowany w miejscowości Ostrowin. Obecnie w ruinie.
Barokowy, piętrowy pałac z XVIII w., przebudowany w XIX w., założony na planie prostokąta, kryty dachem dwuspadowym; na osi fasady pozorny piętrowy ryzalit zwieńczony wolutowym szczytem. Główne wejście w portalu zwieńczonym półkolistym frontonem, w nim płaskorzeźba przedstawiająca pół słońca z promieniami. Nad oknami pierwszego piętra (nad wejściem) kartusz z herbem rodziny Weitzel von Mudersbach.
Obok pałacu zabudowania folwarczne z końca XIX w. z wielkim spichlerzem, na dachu wieżyczka i pozostałości parku.

## Przypisy

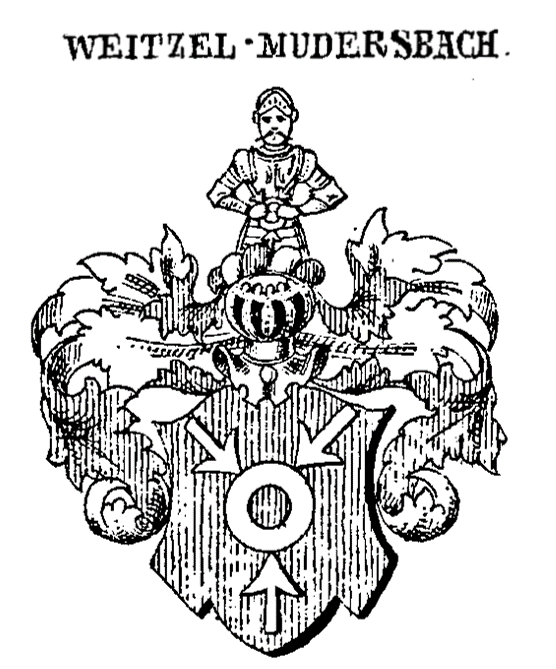
Herb von Weitzel von Mudersbach